# Джаки Луис
Джаки Луис (на английски: Jackie Lewis) е бивш британски автомобилен състезател, пилот от Формула 1. Роден на 1 ноември 1936 г. в Страуд, Великобритания.

## Формула 1
Джаки Луис прави своя дебют във Формула 1 в Голямата награда на Белгия през 1961 г. В световния шампионат записва 10 състезания като печели три точките, състезава се с частни автомобили Купър и БРМ.